# سومیره اوئه‌ساکا
سومیره اوئه‌ساکا (انگلیسی: Sumire Uesaka; زاده ۱۹ دسامبر ۱۹۹۱) صداپیشه، خواننده، مجری رادیو  و تهیه‌کننده تلویزیونی ژاپنی است. وی از سال ۲۰۱۱ میلادی تاکنون مشغول فعالیت است.